# Elkport (Iowa)
Elkport es una ciudad situada en el condado de Clayton, en el estado de Iowa, Estados Unidos. Según el censo de 2010 tenía una población de 37 habitantes.

## Geografía
Según la Oficina del Censo de los Estados Unidos, la localidad tiene un área total de 0,65 km², la totalidad de los cuales 0,65 km² corresponden a tierra firme.

## Demografía
Según el censo de 2010, había 37 personas residiendo en la localidad. La densidad de población era de 56,92 hab./km². Había 15 viviendas con una densidad media de 23,08 viviendas/km². El 100% de los habitantes eran blancos.